# Bal-Sagoth
Bal-Sagoth – brytyjski zespół muzyczny wykonujący symfoniczny black metal. Powstał w 1993 w Yorkshire, początkowo prezentując w swych dokonaniach death metal. Nazwa grupy inspirowana jest powieścią Roberta E. Howarda zatytułowaną „The Gods of Bal-Sagoth”. Pierwsze demo grupy ukazało się jeszcze w 1993, natomiast od 1995 do 1998 grupa wydawała albumy dla Cacophonous Records, obecnie zaś dla Nuclear Blast.

## Dyskografia
| Rok  | Tytuł                                                       | Wytwórnia           |
| ---- | ----------------------------------------------------------- | ------------------- |
| 1993 | 1993 Demo                                                   | wydanie własne      |
| 1995 | A Black Moon Broods Over Lemuria                            | Cacophonous Records |
| 1996 | Starfire Burning Upon the Ice-Veiled Throne of Ultima Thule | Cacophonous Records |
| 1998 | Battle Magic                                                | Cacophonous Records |
| 1999 | The Power Cosmic                                            | Nuclear Blast       |
| 2001 | Atlantis Ascendant                                          | Nuclear Blast       |
| 2006 | The Chthonic Chronicles                                     | Nuclear Blast       |